# 訃報 2010年10月
訃報 2010年10月（ふほう 2010ねん10がつ）では、2010年10月中に物故した、又は物故が報じられた人物についてまとめる。

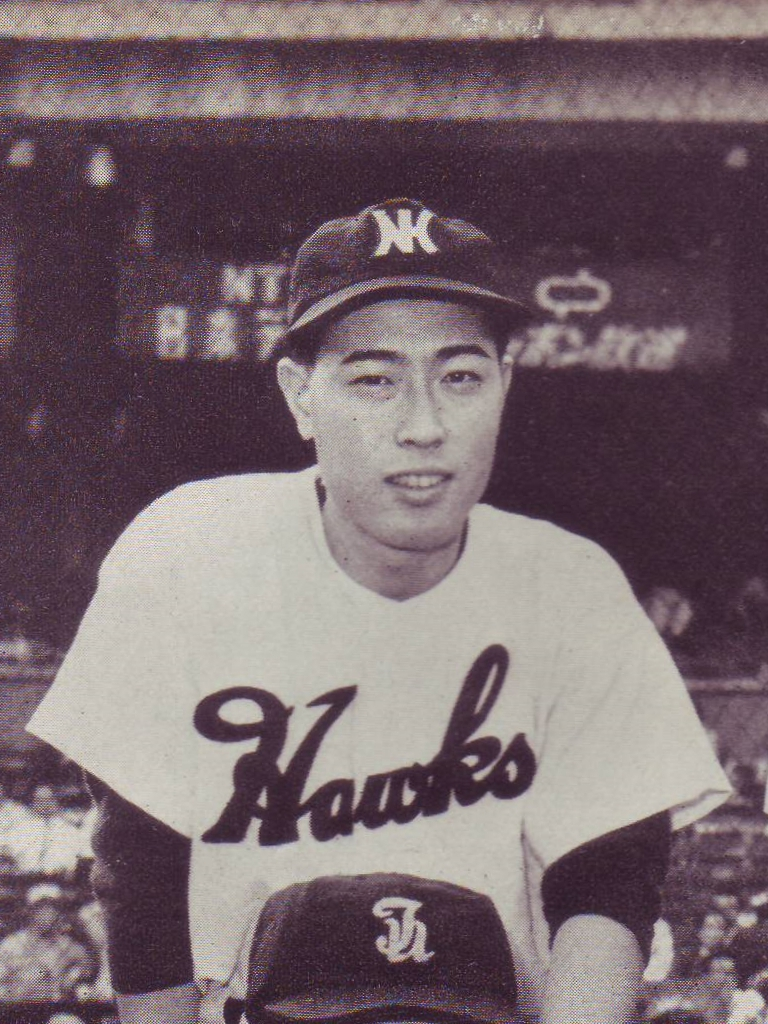
大沢啓二／10月7日没

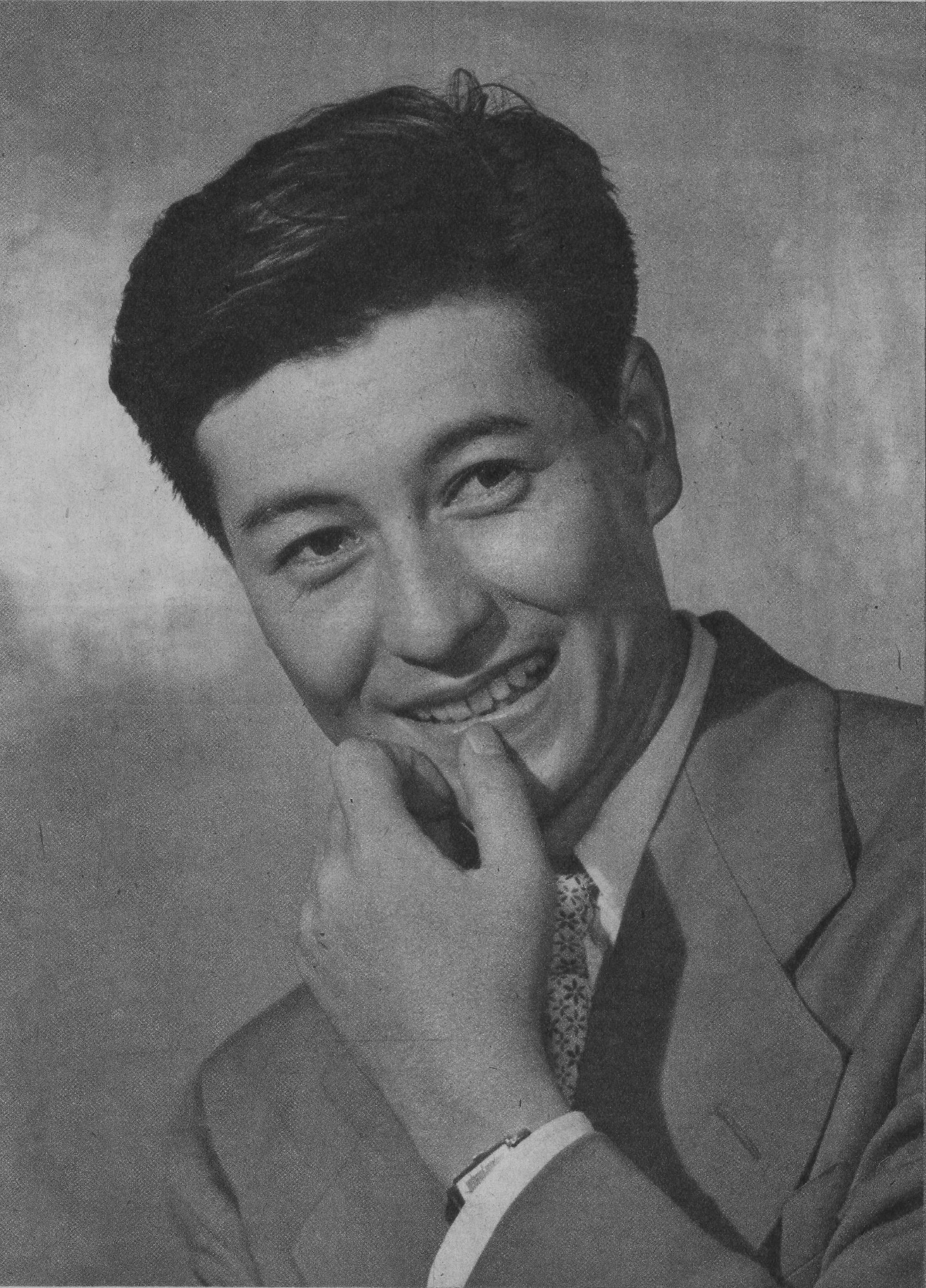
池部良／10月8日没

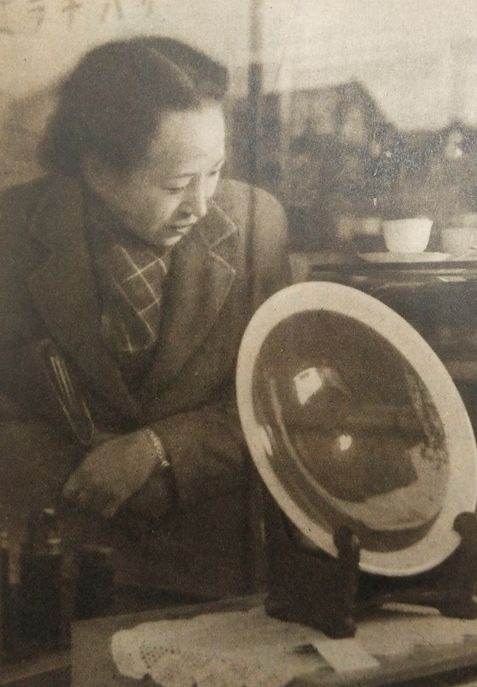
長岡輝子／10月18日没

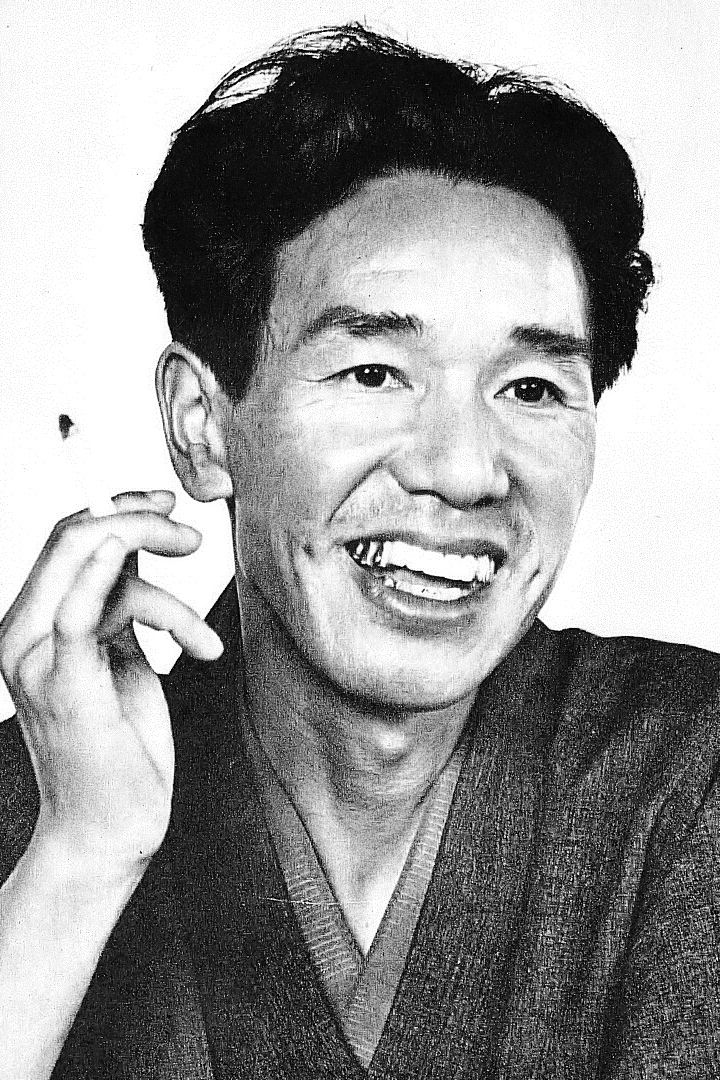
坂田栄男／10月22日没

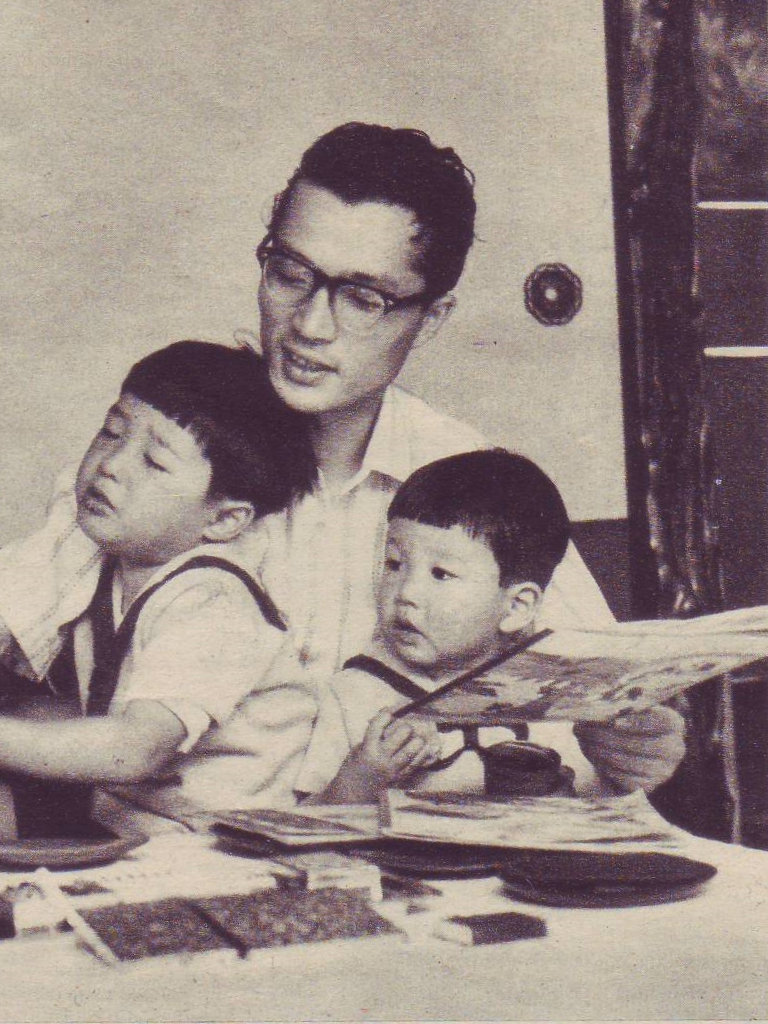
コロムビア・ライト／10月26日没

## （1日 - 15日）
- 10月1日 - ゲオルギー・アブラモヴィチ・アルバトフ(Georgy Arbatov)、ソビエト連邦の政治家、ソ連共産党元中央委員（* 1923年)[1]
- 10月1日 - 紅野敏郎、日本の国文学者（* 1922年)[2]
- 10月1日 - 鳥井春子、サントリー元社長・鳥井信一郎の実母、阪急阪神ホールディングス創始者・小林一三の長女（* 1910年)
- 10月3日 - 榊莫山、日本の書道家（* 1926年)
- 10月3日 - 海東幸男、日本の実業家、日本航空電子工業元社長（* 1928年)
- 10月4日 - クロード・ルフォール、フランスの哲学者（* 1924年)
- 10月6日 - 愚乱・浪花、日本のプロレスラー（* 1977年)
- 10月7日 - 大沢啓二、日本の元プロ野球選手・監督、野球評論家、元日本ハムファイターズ球団常務取締役、日本プロ野球OBクラブ名誉理事長（* 1932年)
- 10月7日 - 野口恭一郎、日本の実業家、竹書房創業者（* 1934年)
- 10月7日 - 佐々木明、日本の翻訳家、将棋作家、青山学院大学名誉教授(フランス文学専攻)（* 1934年)
- 10月7日 - 木下晃、日本の将棋棋士（* 1939年)
- 10月7日 - 吉田敬、日本の実業家、ワーナーミュージック・ジャパン社長（* 1962年)
- 10月7日(遺体発見日) - 姫野雅義、日本の司法書士、市民運動家（* 1947年)
- 10月8日 - 池部良、日本の俳優、随筆家（* 1918年)
- 10月8日 - みやわき心太郎、日本の漫画家（* 1943年)
- 10月9日 -  黄長燁、朝鮮民主主義人民共和国の思想家、政治家、元朝鮮労働党書記（* 1923年)
- 10月10日 - ソロモン・バーク、アメリカ合衆国の歌手（* 1941年)
- 10月10日 - ジョーン・サザーランド、オーストラリアのソプラノ歌手（* 1926年)
- 10月11日 - 渡邊一雄、日本の放送関係者、元毎日放送プロデューサー（* 1935年)[3]
- 10月12日 - 鈴木忠雄、日本の実業家、元メルシャン社長、元味の素副社長（* 1930年)
- 10月13日 - 出田憲二、日本の作曲家、平成音楽大学創立者（* 1923年）
- 10月14日 - ブノワ・マンデルブロ、フランス系アメリカ合衆国の数学者（* 1924年)
- 10月14日 - ラリー・ジークフリード、アメリカ合衆国の元バスケットボール選手（* 1939年)
- 10月15日 - 黒野圀夫、日本の実業家、元RKB毎日放送会長（* 1921年)

## （16日 - 31日）
- 10月16日 - バーバラ・ビリングズリー(Barbara Billingsley)、アメリカ合衆国の女優（* 1915年)
- 10月18日 - 長岡輝子、日本の女優（* 1908年)
- 10月18日 - 鈴木英夫、日本の歌人、医師（* 1912年)[4]
- 10月18日 - 彭冲、中華人民共和国の政治家、元上海市長（* 1915年)
- 10月18日 - 前原丸一、日本の実業家、東京放送(現TBSホールディングス)元副社長（* 1917年)
- 10月18日 - 松尾昌敏、日本の実業家、十條製紙(現日本製紙)元専務（* 1923年)
- 10月18日 - 松岡誠司、日本のアナウンサー（テレビ高知・愛媛朝日テレビ）、テレビディレクター（* 1968年）
- 10月19日 - 三枝充悳、日本の仏教学者 （* 1923年)
- 10月19日 - トム・ボズリ、 アメリカ合衆国の俳優（* 1927年)
- 10月19日 - 森田孝雄、日本の実業家、福岡シティ銀行(現西日本シティ銀行)元副頭取（* 1929年)
- 10月19日 - 谷嵐久、日本の元大相撲力士（* 1952年)
- 10月20日 - エヴァ・イボットソン、イギリスの小説家（* 1925年)
- 10月20日 - 村井正直、日本の医師、社会福祉法人わらしべ会創設者（* 1926年)
- 10月20日 - ボブ・グッチョーネ、アメリカ合衆国の出版者、ペントハウス社主（* 1930年)
- 10月21日 - 南正己、日本の学者、神戸商船大学元学長、内燃機関学専攻（* 1918年)
- 10月21日 - 逸見晴恵、日本のエッセイスト、元フジテレビアナウンサー・逸見政孝の妻（* 1949年)
- 10月22日 - 坂田栄男、日本の囲碁棋士、23世本因坊、日本棋院第8代理事長、文化功労者（* 1920年)[5]
- 10月23日 - 亀井龍夫、日本の編集者（* 1930年)
- 10月23日 - デイヴィッド・トンプソン、バルバドスの政治家、同国の首相（* 1961年)
- 10月23日 - フラン・クリッペン(Fran Crippen)、アメリカ合衆国の水泳選手（* 1984年)
- 10月23日 - ヨシダミノル、芸術家 （* 193535年)
- 10月24日 - 斎東満、日本の浪曲師（* 1928年)
- 10月24日 - 角光雄、日本の政治家、石川県白山市長、旧松任市長、元石川県議会議長（* 1931年)
- 10月25日 - 河瀬断魚、日本の書家、(財)毎日書道展毎日書道会審査会員、島根書道協会会長、(財)独立書人団監事（* 1929年)
- 10月25日 - 牧野田彩、日本のタレント（* 1980年)
- 10月26日 - コロムビア・ライト、日本の漫才師、漫談家（* 1927年)
- 10月26日 - 三木申三、日本の政治家、第54-56代徳島県知事、元徳島県議会議員（* 1928年)
- 10月26日 - 本橋浩一、日本のアニメーションプロデューサー、日本アニメーション社長（* 1930年)
- 10月27日 - シャイフ・サクル・ムハンマド・アル＝カースィミー(Saqr bin Mohammad al-Qassimi)、アラブ首長国連邦・ラス・アル・ハイマ首長国の首長（* 1920年)
- 10月27日 - 堀内庄、日本の元プロ野球選手、東京讀賣巨人軍元投手（* 1935年)
- 10月27日 - ネストル・キルチネル、アルゼンチンの政治家、同国の元大統領（* 1950年)
- 10月29日 - 石井迪夫、日本の元プロゴルファー（* 1925年)[6]
- 10月29日 - 首藤剛志、日本のアニメーション脚本家（* 1949年)
- 10月30日 - エドワード・カーペンティア、ポーランド出身のプロレスラー（* 1926年)
- 10月30日 - 高本研一、日本のドイツ文学者（* 1927年)
- 10月30日 - ハリー・ムリシュ、オランダの小説家（* 1927年)
- 10月30日 - 野沢那智、日本の俳優・声優・演出家・ラジオパーソナリティ（* 1938年)[7]
- 10月31日 - 前田惠學、日本の仏教研究学者、愛知学院大学名誉教授（* 1926年)
- 10月31日 - セオドア・C・ソレンセン、アメリカ合衆国の弁護士（* 1928年)
- 10月31日 - 伊熊博一、日本の元プロ野球選手【中日ドラゴンズ】（* 1948年)